# ミゲル・ムニョス
ミゲル・ムニョス・モスン（Miguel Muñoz Mozún, 1922年1月19日 - 1990年7月16日）は、スペインのサッカー選手・監督である。レアル・マドリードの黄金時代を選手として、監督として支えた人物であり、レアル・マドリード史上最も長期間にわたってトップチームを指揮した監督である。また、選手と監督の両方でUEFAチャンピオンズカップ（現チャンピオンズリーグ）優勝を成し遂げた史上初の人物としても知られる。

## 経歴
マドリード近郊の複数のジュニアチームでプレーした後、ログロニェス、サンタンデール、セルタ等でプレー。その後1948年にレアル・マドリードと契約。その後10年間にわたってプレーし、リーガ・エスパニョーラ優勝4回、UEFAチャンピオンズカップ優勝3回を経験した。スペイン代表選出も7キャップを数える。
引退後はレアル・マドリードのBチームであるADプルス・ウルトラで監督を務めた後、1960年にレアル・マドリードのトップチームの監督に就任。1973年まで監督を務め、その間、リーガ・エスパニョーラ優勝9回、コパ・デル・レイ優勝2回、ヨーロピアン・カップ優勝2回、インターコンチネンタルカップ優勝1回など華々しい実績を挙げている。その後グラナダ、エルクレス、ラスパルマス、セビージャ等で監督を歴任した後、1982年から1988年までスペイン代表監督。1984年ヨーロッパ選手権準優勝、1986年メキシコワールドカップベスト8の成績を残している。

## 獲得タイトル・戦績

### 選手時代
レアル・マドリード
- UEFAチャンピオンズカップ (3) :1955–56, 1956–57, 1957–58
- リーガ・エスパニョーラ (4) :1953–54, 1954–55, 1956–57, 1957–58
- ラテン・カップ (2) :1955, 1957

### 指導者時代
レアル・マドリード
- UEFAチャンピオンズカップ (2) :1959–60, 1965–66
- インターコンチネンタルカップ (1) :1960
- リーガ・エスパニョーラ (9) :1960–61, 1961–62, 1962–63, 1963–64, 1964–65, 1966–67, 1967–68, 1968–69, 1971–72
- コパ・デル・レイ (3) :1961–62, 1969–70, 1973–74

スペイン代表
- UEFA欧州選手権1984 準優勝